# Mendes (futebolista)
Silvio Mendes da Paixão Junior, mais conhecido como Mendes (Salvador, Bahia, 2 de abril de 1976), é um ex-futebolista brasileiro que atuava como atacante. Atualmente, trabalha como comentarista na Tudo FM,na Equipe Malucos por Bola 
Mendes é filho do radialista e apresentador televisivo Sílvio Mendes da Paixão, que atualmente integra a equipe de esportes da Rádio Metrópole e da TV Aratu.

## Títulos
Figueirense
- Campeonato Catarinense: 2002, 2003

## Artilharia
Peñarol
- Torneio Clausura 2007 (11 gols)

Juventude
- Campeonato Gaúcho 2008 (13 gols)